# Jackie Mothatego
Jackie Mothatego (ur. 18 lutego 1987 w Selebi-Pikwe) – botswański piłkarz grający na pozycji pomocnika. Od 2019 jest zawodnikiem klubu Uniao Flamengo Santos FC.

## Kariera klubowa
Swoją karierę Mothatego rozpoczął w klubie  Uniao Flamengo Santos FC. W sezonie 2005/2006 zadebiutował w jego barwach w pierwszej lidze botswańskiej. W sezonie 2007/2008 grał w Notwane FC, a w sezonie 2009/2010 w Botswana Police XI SC. W latach 2010–2012 ponownie był zawodnikiem Uniao Flamengo Santos. W latach 2012–2015 występował w Gaborone United, a w sezonie 2015/2016 wywalczył mistrzostwo Botswany z Mochudi Centre Chiefs SC. Następnie grał w: Gilport Lions FC (2016-2017), Uniao Flamengo Santos (2018) i Gaborone United (2018-2019). W 2019 wrócił do Uniao Flamengo Santos.

## Kariera reprezentacyjna
W reprezentacji Botswany Mothatego zadebiutował 23 maja 2012 w wygranym 3:0 towarzyskim meczu z Lesotho. Od 2012 do 2014 rozegrał w kadrze narodowej 21 meczów i strzelił 1 gola.